# 賽普里斯鎮區 (北達科他州卡弗利爾縣)
賽普里斯鎮區（英語：Cypress Township）是位於美國北達科他州卡弗利爾縣的一個鎮區。

## 地方資料
賽普里斯鎮區的面積為115.12平方千米，當中陸地面積為115.01平方千米，而水域面積為0.11平方千米。根據2020年美國人口普查的數據，當地共有人口30人，而人口密度為每平方千米0.26人。